# 2009年MTV日本音樂錄影帶大獎
2009年MTV日本音樂錄影帶大獎在5月30日於埼玉縣埼玉超級競技場舉行，由MTV Japan举办。典禮主持人為劇團一人。

## 表演者
- 黑眼豆豆
- 寶兒與Sean Garrett（英语：Sean Garrett）
- 席亞拉
- 放浪兄弟
- 年輕歲月
- 凱蒂·佩芮
- Remioromen
- 九釐米子彈（9mm Parabellum Bullet）

## 紅地毯表演藝人
- AAA
- キマグレン
- 地鐵站樂團

## 特別來賓
包括頒獎人以及表演介紹人：
- ACIDMAN
- AI
- alan
- 青山黛瑪
- Big Bang
- 藍人組（Blue Man Group）
- Caroline D'Amore（英语：Caroline D'Amore）
- 克莉絲朵·凱兒
- Cyril
- 榮倉奈奈
- GIRL NEXT DOOR
- 伊藤由奈
- DJ KAORI（日语：DJ KAORI）
- 加藤夏希
- KREVA
- 黑木美沙
- MAXIMUM THE HORMONE
- MINMI
- NIGO®與VERBAL（TERIYAKI BOYZ®）
- 坂詰美紗子
- 清水翔太
- 湘南乃風
- SPECIAL OTHERS
- 谷村奈南
- Triple H與Michelle McCool（英语：Michelle McCool）
- w-inds.
- 柳原可奈子

## 獎項

### 最佳男藝人音樂錄影帶獎
- 秦基博－《フォーエバーソング》
- 肯伊·威斯特－《Heartless》
- KREVA－《あかさたなはまやらわをん》
- 尼歐－《Closer》
- 亞瑟小子－《Love in This Club feat. Young Jeezy》

### 最佳女藝人音樂錄影帶獎
- 安室奈美惠－《新時尚》（NEW LOOK）
- 青山黛瑪－《無數次》（何度も）
- 碧昂絲－《If I Were a Boy》
- 小甜甜布蘭妮－《Womanizer》
- 宇多田光－《Prisoner Of Love》

### 最佳團體音樂錄影帶獎
- 放浪兄弟－《Ti Amo (Chapter2)》
- 法蘭茲·費迪南－《Ulysses》
- 殺手樂團－《Human》
- 湘南乃風－《恋時雨》
- 東方神起－《魔咒 -MIROTIC-》（呪文 -MIROTIC-）

### 最佳新人音樂錄影帶獎
- 黛菲－《Mercy》
- 福原美穗－《CHANGE》
- 女孩次世代－《偶然的機率》（偶然の確率）
- 凱蒂·佩芮－《I Kissed a Girl》
- キマグレン－《LIFE》

### 年度最佳音樂錄影帶獎
- 安室奈美惠－《新時尚》（NEW LOOK）
- 小甜甜布蘭妮－《Womanizer》
- 酷玩樂團－《Viva La Vida》
- 放浪兄弟－《Ti Amo (Chapter2)》
- 南方之星－《我是你的歌手》（I AM YOUR SINGER）

### 最佳搖滾音樂錄影帶獎
- 九釐米子彈（9mm Parabellum Bullet）－《Living Dying Message》
- ACIDMAN－《I stand free》
- 打倒男孩－《I Don't Care》
- 法蘭茲·費迪南－《Ulysses》
- MAXIMUM THE HORMONE－《爪爪爪》

### 最佳流行音樂錄影帶獎
- 生物股長－《搖擺不定的羅曼蒂克》
- 凱蒂·佩芮－《I Kissed a Girl》
- 莉莉·艾倫－《The Fear》
- Perfume－《Dream Fighter》
- 屎爛幫－《太陽とビキニ》

### 最佳節奏藍調音樂錄影帶獎
- 阿肯－《Right Now (NaNaNa)》
- 安室奈美惠－《Sexy Girl》
- JUJU feat. Spontania－《素直になれたら》
- 加藤ミリヤ－《19 Memories》
- 尼歐－《Miss Independent》

### 最佳嘻哈音樂錄影帶獎
- 肯伊·威斯特－《Heartless》
- KREVA－《あかさたなはまやらわをん》
- 小韋恩－《Lollipop feat.STATIC》
- TERIYAKI BOYZ®－《ZOCK ON! feat.Pharrell & Busta Rhymes》
- T.I.－《Live Your Life feat. RIHANNA》

### 最佳雷鬼音樂錄影帶獎
- HAN-KUN－《HOTTER THAN HOT》
- 卡迪諾·歐非瑟（Kardinal Offishall）－《Dangerous feat. Akon》
- Mighty Jam Rock－《U.P. STAR》
- 奈堤（Natty）－《Cold Town》
- RYO the SKYWALKER－《EVER GREEN》

### 最佳舞曲音樂錄影帶獎
- THE BPA－《Toe Jam feat. David Byrne & Dizzee Rascal》
- DAN LE SAC VS SCROOBIUS PIP－《汝、つねにキメるべし ～Thou Shalt Always Kill～》
- KRAAK & SMAAK－《Squeeze Me feat. Ben Westbeech》
- TOWA TEI－《Mind Wall feat. Miho Hatori》
- UKAWANIMATION! feat. 石野卓球 x 萩原健一－《惑星のポートレイト 5億万画素》

### 最佳電影音樂錄影帶獎
- AI－《送行者》（おくりびと）－《送行者：禮儀師的樂章》
- 傑克·懷特與艾莉西亞·凱斯－《Another Way to Die》－《007量子危機》
- 瑪丹娜－《4 Minutes feat. Justin Timberlake & Timbaland》－《特務行不行》
- monobright－《あの透明感と少年》－《放課後》
- Remioromen－《夢の蕾》－《感染列島》

### 最佳合作音樂錄影帶獎
- 瑪丹娜－《4 Minutes feat. Justin Timberlake & Timbaland》
- 尼力與菲姬－《Party People》
- スチャダラパー＋木村Kaela－《Hey! Hey! Alright》
- T.I.－《Live Your Life feat. Rihanna》
- 土屋安娜 feat. AI－《Crazy World》

### 最佳專輯獎
- 絢香－《歌向天際》
- 酷玩樂團－《玩酷人生》
- Mr.Children－《SUPERMARKET FANTASY》
- 尼歐－《最佳型男》（Year Of The Gentleman）
- 宇多田光－《HEART STATION》

### 最佳卡拉OK歌曲獎
- Aqua Timez－《虹》
- 酷玩樂團－《Viva La Vida》
- FUNKY MONKEY BABYS－《希望の唄》
- キマグレン－《LIFE》
- 瑪麗亞·凱莉－《Touch My Body》

## 外部連結
- MTV日本音樂錄影帶大獎官方網站